# Amt Ruthe

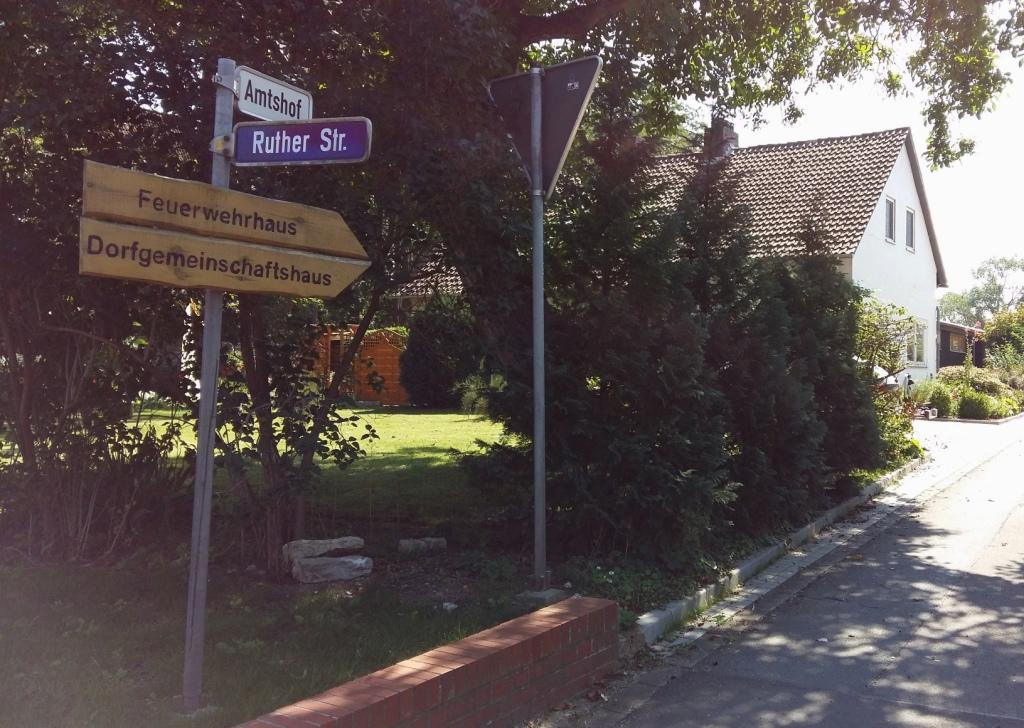
Die Straße Amtshof in Ruthe erinnert an den ehemaligen Standort desselben

Das Amt Ruthe war ein historisches Verwaltungsgebiet des Hochstifts Hildesheim bzw. des Königreichs Hannover. Es war das nordöstlichste Amt des Hochstifts, zur Stadt Hannover hin gelegen und auf drei Seiten an das Kurfürstentum Hannover angrenzend. Nur im Süden grenzte es an die hildesheimischem Ämter Steuerwald, Dompropstei und Peine.

## Geschichte
Der Bereich des Amt geht auf die stiftshildesheimische Burg in Ruthe und ihr Zubehör zurück. Erbaut wurde sie um 1280 durch Bischof Siegfried II. vielleicht an der Stelle einer Vorläuferanlage am Zusammenfluss von Innerste und Leine. Seit 1379 ist eine Vogtei (Amt) mit Sitz in Ruthe belegt, die im 14. und 15. Jahrhundert mehrfach verpfändet war. Im Bereich der Vogtei überschnitten sich hildesheimische und welfische Ansprüche. Nach der Zerstörung der Burg in der Hildesheimer Stiftsfehde und der Abtretung an das Fürstentum Calenberg wurde das Amt von Koldingen aus verwaltet. 1643 kehrte es unter hildesheimische Herrschaft zurück (während Koldingen welfisch blieb) und wurde nach dem Neubau der Amtsgebäude wieder Verwaltungssitz. Während die Verwaltungsgeschäfte zunächst in den Händen eines Amtmanns lag, übernahmen die Drosten im 18. Jahrhundert die Verwaltung selbst. 1802 kam das Amt unter preußische, 1807 westphälische Herrschaft. 1815 wurde es in seinem alten Umfang wiederhergestellt, 1859 aufgehoben und in das Amt Hildesheim eingegliedert.

## Amtshaus
Sitz der Amtsverwaltung war bis zu ihrer Zerstörung die Burg in Ruthe. Mit dem Untergang der Burg verschwand auch der zugehörige Wirtschaftshof. Die Verwaltung wurde von Koldingen aus wahrgenommen. An der Stelle der ehemaligen Burganlage stand 1593 nur noch ein Viehhaus. Nach der Restitution des Amts im Braunschweiger Rezess von 1643 ließ die Stiftsregierung auf dem alten Burgplatz ein schlichtes Herrenhaus als Amtshaus errichten.

## Gemeinden
Die folgende Tabelle listet alle Gemeinden auf, die dem Amt Ruthe von 1643 bis 1807 und wieder von 1816 bis 1858 angehört haben und ihre Gemeindezugehörigkeit heute. Dazu zählten eine Stadt, 14 Dörfer und das Amtshaus bei der ehemaligen Burg Ruthe.  In Spalte 2 ist die Anzahl aller Haushalte im Jahre 1760 verzeichnet, und zwar Freie Häuser, Vollhöfe, Halbspännerhöfe, Viertelspännerhöfe, Großköthnerhöfe, Kleinköthnerhöfe und Brinksitzer zusammengenommen (im Original jeweils einzeln aufgeführt). In Spalte 3 ist die Einwohnerzahl im Jahr 1910 verzeichnet, in Spalte 4 die heutige Gemeindezugehörigkeit, in Spalte 5 Anmerkungen, die zumeist auf den Anmerkungen im Original 1760 bei Büsche beruhen.
| Altgemeinde | Haushalte | 1910  | heute       | Anmerkung (Original 1760)                                            |
| ----------- | --------- | ----- | ----------- | -------------------------------------------------------------------- |
| Bledeln     | 32        | 383   | Algermissen | Bledelemb, Dorf                                                      |
| Bolzum      | 50        | 789   | Sehnde      | Dorf, darin ein adliges Haus                                         |
| Gleidingen  | 86        | 1.390 | Laatzen     | Dorf, darin ein adliger Hof                                          |
| Gödringen   | 27        | 365   | Sarstedt    | Gory, Dorf                                                           |
| Groß Lobke  | 74        | 581   | Algermissen | Lopke, Dorf, darin ein adliger Hof                                   |
| Heisede     | 28        | 435   | Sarstedt    | Dorf, darin ein freier Hof                                           |
| Hotteln     | 44        | 422   | Sarstedt    | Hottelm, Dorf                                                        |
| Ingeln      | 32        | 313   | Laatzen     | Ingelm, Dorf                                                         |
| Lühnde      | 56        | 728   | Algermissen | Dorf                                                                 |
| Oesselse    | 34        | 343   | Laatzen     | Dorf                                                                 |
| Ruthe       | 10        | 300   | Sarstedt    | Amtshaus, dabei neun Brinksitzer                                     |
| Sarstedt    | 162       | 4.646 | Sarstedt    | Stadt, darin zwei adlige Höfe, ein sattelfreier Hof und die Vorstadt |
| Ummeln      | 23        | 280   | Algermissen | Dorf                                                                 |
| Wätzum      | 20        | 256   | Algermissen | Wetzen, Dorf                                                         |
| Wehmingen   | 28        | 400   | Sehnde      | Wehmy, Dorf                                                          |
| Wirringen   | 23        | 265   | Sehnde      | Wyrry, Dorf                                                          |

Das Amt setzte sich zuletzt aus der Hausvogtei und der Amtsvogtei zusammen. Sie umfassten (1823) folgende Gemeinden und Wohnplätze:
- Hausvogtei: Stadt Sarstedt, die Dörfer Gleidingen, Gödringen, Heisede, Hotteln, Ingeln und Oesselse, und die Domäne Ruthe.
- Amtsvogtei: die Dörfer Bledeln, Bolzum, Groß Lopke, Lühnde, Ummeln, Wätzum, Wehmingen und Wirringen.

## Drosten und Amtmänner

### Drosten
- 1689–1718: Franz von Frentz
- 1718–1727: Franz Carl von Frentz
- 1728–1733: Friedrich Anton von Bocholtz
- 1733–1779: Hermann Werner von der Asseburg
- 1780–1790: Ignaz Reichsgraf von Wolff-Metternich
- 1790–1802: Maximilian Werner Reichsgraf von Wolff-Metternich

### Amtmänner
- 1630–1631: Barwart Langeheine
- 1643–1645: Valentin Kurtzrock
- 1645–1686: Theobald (Theodor) Kurtzrock
- 1686–1689?: Max Heinrich von Kurtzrock
- 1818–1845: Conrad Heinrich Georg Soest, Hofrat
- 1845–1859: Christian Friedrich Theodor von Ompteda, Regierungsrat